# Tarcisio
Tarcisio  è un nome proprio di persona italiano maschile.

## Varianti
- Maschili: Tarciso, Tarcidio[1][2]
- Femminili: Tarcisia, Tarcisa, Tarcidia[1][2]

### Varianti in altre lingue
- Catalano: Tarsici[4]
- Latino: Tharsicius[1], Tarsitius[3]
- Spagnolo: Tarsicio[4]

## Origine e diffusione

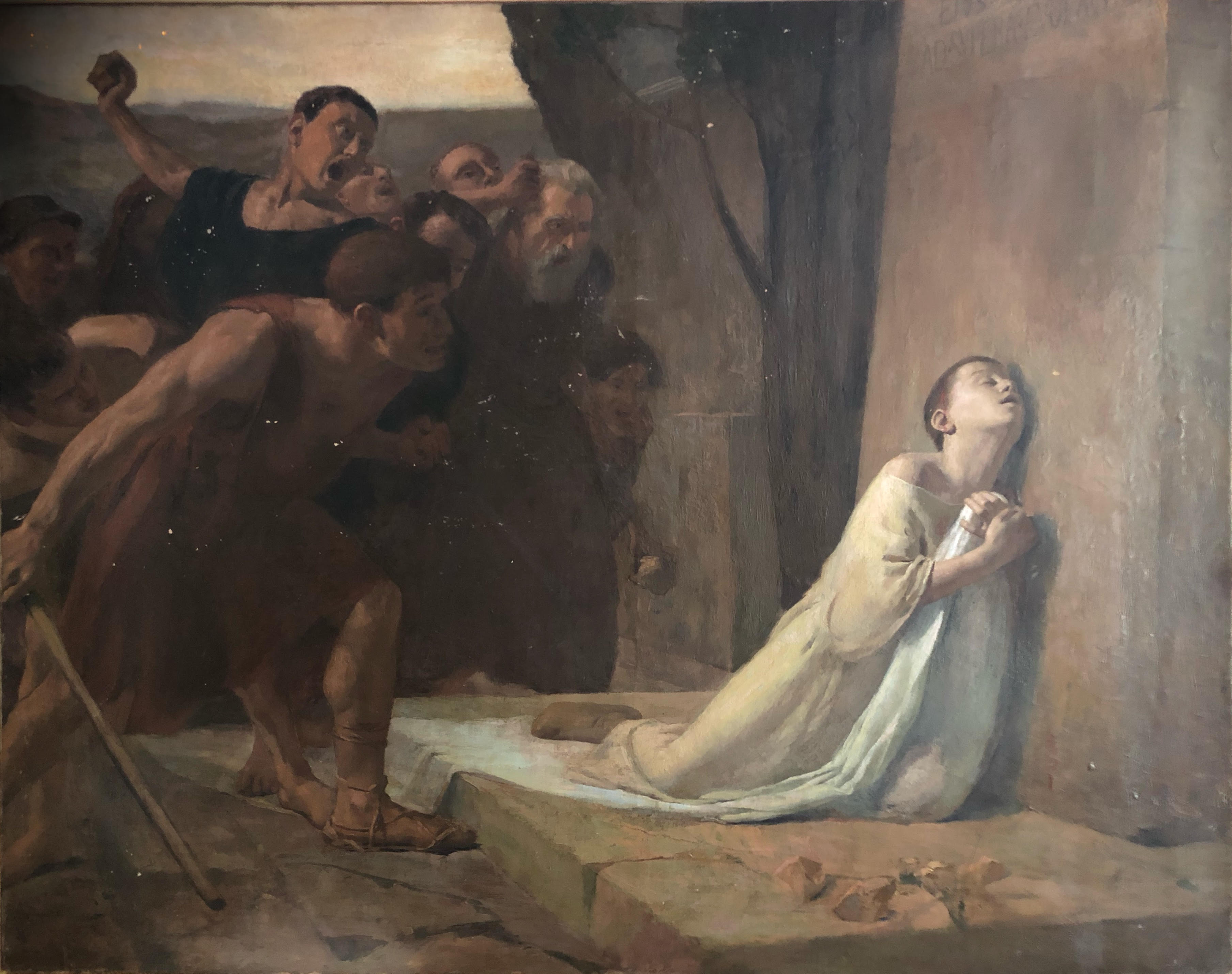
Dipinto del martirio di san Tarcisio

Nome dall'etimologia oscura, generalmente viene considerato una forma alterata di Tarsicio, in latino Tharsicius, nome attestato nella penisola iberica e portato da un santo martire romano, ma anche questo è di derivazione dubbia; potrebbe essere associato al latino Tarsicus o al greco Ταρσικος (Tarsikos), entrambi etnonimi riferiti alla città di Tarso, quindi "di Tarso", "proveniente da Tarso", che è forse la stessa origine di Tarsilio.
In Italia è diffuso principalmente grazie al culto di san Tarcisio, e negli anni 1970 se ne contavano 14 000 occorrenze circa (più ottocento del femminile), accentrate quasi esclusivamente in Lombardia, Triveneto e Toscana.

## Onomastico
Di solito, l'onomastico ricorre il 15 agosto in memoria di san Tarcisio, un fanciullo martire a Roma sotto Valeriano, che è patrono dei chierichetti; con questo nome si ricordano anche, alle date seguenti:
- 15 gennaio, santa Tarsicia, nipote di Clotario II e sorella di san Ferreolo di Uzès, eremita (o martire) presso Rodez[7][8]
- 31 gennaio, san Tarcisio, martire con i santi Ciriaco e Zotico ad Alessandria d'Egitto[3][9]
- 18 luglio, beata Tarcisia Mackiv, religiosa delle Ancelle della Beata Vergine Maria Immacolata, martire a Krystynopil (Ucraina)[10][11]

## Persone

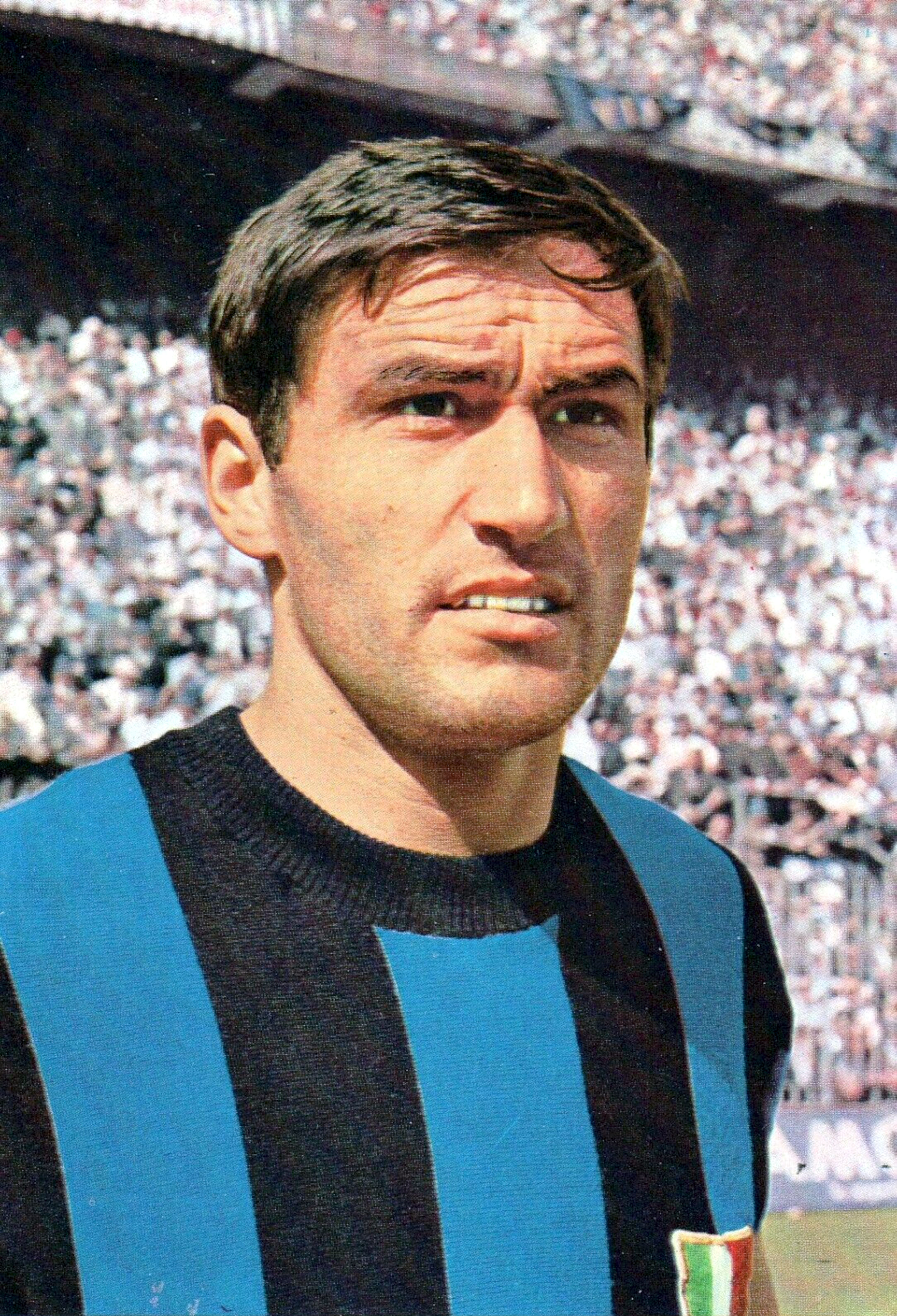
Tarcisio Burgnich

- Tarcisio Andreolli, politico italiano
- Tarcisio Bedini, pittore italiano
- Tarcisio Vincenzo Benedetti, vescovo cattolico italiano
- Tarcisio Bertone, cardinale, arcivescovo cattolico e teologo italiano
- Tarcisio Burgnich, calciatore e allenatore di calcio italiano
- Tarcisio Catanese, calciatore e allenatore di calcio italiano
- Tarcisio Fabris, calciatore, allenatore di calcio e ferroviere italiano
- Tarcisio Longoni, politico italiano
- Tarcisio Meira, attore brasiliano
- Tarcisio Merati, pittore italiano
- Tarcisio Petracco, partigiano e attivista italiano
- Tarcisio Stramare, presbitero, teologo e scrittore italiano

### Varianti
- Tarciso, calciatore brasiliano
- Tarcisius Isao Kikuchi, cardinale e arcivescovo cattolico giapponese